# Чемпионат Армении по боксу среди женщин
Чемпионат Армении по боксу среди женщин — спортивное соревнование по боксу среди любителей. Первый чемпионат был проведён в 2010 году. В нём приняли участие 7 спортсменок в 3 весовых категориях.

## Чемпионат Армении по боксу среди женщин 2012
Соревнования проходили в Ереване, в них принимало участие 10 спортсменок.
| Весовая категория            | Золото           | Серебро         | Бронза                        |
| ---------------------------- | ---------------- | --------------- | ----------------------------- |
| Наилегчайший вес (— 51 кг)   | Кристине Саргсян | Айкуи Наапетян  | Лилит Барсегян Арменухи Эгоян |
| Легчайший вес (— 57 кг)      | Лиана Гукасян    | Алина Антонян   |                               |
| Полулёгкий вес (— 60 кг)     | Армине Синабян   | Ашхен Оганнисян |                               |
| Первый средний вес (— 75 кг) | Ашхен Симонян    | Анна Оганнисян  |                               |

## Чемпионат Армении по боксу среди женщин 2011
Соревнования проходили в спортивном зале «Динамо» в Ереване, в них принимало участие 14 спортсменок.
| Весовая категория            | Золото         | Серебро | Бронза |
| ---------------------------- | -------------- | ------- | ------ |
| Минимальный вес (— 48 кг)    | Ануш Григорян  |         |        |
| Наилегчайший вес (— 52 кг)   | Арменуи Егоян  |         |        |
| Полулёгкий вес (— 56 кг)     | Лиана Гукасян  |         |        |
| Лёгкий вес (— 60 кг)         | Армине Синабян |         |        |
| Полусредний вес (— 64-69 кг) | Анна Оганнисян |         |        |

## Чемпионат Армении по боксу среди женщин 2010
Соревнования проходили в спортивно-концертном комплексе имени Карена Демирчяна в Ереване.
| Весовая категория            | Золото                | Серебро                       | Бронза         |
| ---------------------------- | --------------------- | ----------------------------- | -------------- |
| Легчайший вес (— 57 кг)      | Айкуи Наапетян ԵՊՄՔ   | Кристине Мартиросян ԵՊՄՔ      | Тагуи Овакимян |
| Первый средний вес (— 69 кг) | Армине Симонян Динамо | Паналия Дингляниди Вагаршапат |                |
| Первый средний вес (— 75 кг) | Анна Оганнисян ԵՊՄՔ   | Ашхен Симонян ԲՀԴ             |                |